# Wojciech Golla
Wojciech Golla (Złotów, 12 gennaio 1992) è un calciatore polacco, difensore della Puskás Akadémia.

## Carriera

### Nazionale
Il 18 gennaio 2014 ha esordito in nazionale nell'amichevole Moldavia-Polonia (0-1).